# Staro
Staro è una frazione del comune di Valli del Pasubio; essa dista dal capoluogo comunale circa 6 km ed è raggiungibile attraverso la ex strada statale 246 di Recoaro.
Il paese è sede parrocchiale, con la chiesa dedicata alla SS. Trinità eretta nel 1695.
La frazione si trova ai piedi della Catena del Sengio Alto e dal paese sono riconoscibili i gruppi del Pasubio e del Novegno.
La frazione, oltre che dal centro del paese (formato dalle vie Chiesa, Maresciallo Giardino, Martiri della Libertà, Patucchi, Sbabi, Vallarseri) è composta dalle contrade: Brandelleri, Busellati, Cubi, Fonte Regina, Fugazzari, Gecchelini, Maltauro, Molin Cubi, Musi, Offiche, Onegra, Orte, Riva, Sericati, Stedile, Stocchighe, Tessari.

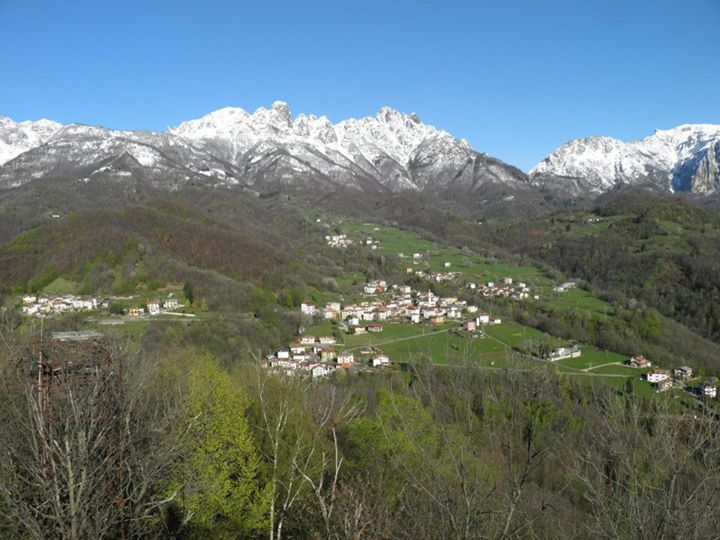

## Storia della Chiesa e della frazione
I primi documenti che parlano della chiesa di Staro risalgono alla fine del 1600.In quell' epoca la frazione di Staro dipendeva dal comune di Valli dei Signori e dalla chiesa arcipretale di Valli.
La prima richiesta per la costruzione di una chiesa nella zona di Staro risale al 1684 e fu inviata al Vescovo di Vicenza. La risposta fu negativa, come anche in una seconda missiva del gennaio 1687.
Nella terza lettera (10 settembre 1687), i paesani ottennero l'approvazione vescovile corredata da un disegno che illustrava le caratteristiche tecniche dell'erigenda chiesa.
Nel 1695 si costruì finalmente la chiesa dedicata alla S.S. Trinità sotto la protezione di S. Antonio da Padova (i lavori in realtà sono durati più anni)
Nel 1702 si ottenne il permesso a celebrare la messa nei giorni non festivi e con l'esclusione dei Sacramenti del Battesimo, del Matrimonio e dei funerali.
La popolazione di Staro doveva versare il quartese all'arciprete di Valli, ma manteneva anche spontaneamente il sacerdote che celebrava le S. Messe nella nuova chiesa.
Agli inizi del 1700 era il nucleo più popoloso della Parrocchia di Valli, l'attività prevalente era l'agricoltura di sussistenza, con la coltivazione di orzo, patate, mais e piante da frutto. Non trascurabile era l'attività silvo-pastorale e la produzione della carbonella. Molto carenti e disagevoli erano le vie di comunicazione, per raggiungere il capoluogo di Valli esisteva solamente una mulattiera.
Nel 1738 la chiesa ottenne la licenza a celebrare la S. Messa domenicale.
Nel 1797, dopo più di un secolo dall'erezione della chiesa il Vescovo trasformò la chiesa in curazia, rendendola indipendente del tutto dalla parrocchia di Valli; inoltre venne autorizzata la costruzione del Battistero, dei confessionali e del cimitero e di tenere gli archivi dei battesimi, matrimoni e defunti.
Sempre nel 1797 venne acquistato l'altare maggiore di stile barocco dalla chiesa di S. Michele di Vicenza e portati a termine altri lavori di completamento.
Nel 1837 furono definiti i confini della Curazia di Staro dalla parrocchia di Valli e fu concordato il diritto, a favore del curato di Staro, di raccogliere il quartese.
Nel 1911 si costruì la cantoria.
Nel 1923 il Vescovo di Vicenza, monsignor Rodolfi, vista la perdita del documento ufficiale della elevazione in Curazia, dichiara nuovamente curaziale la chiesa di Staro
L'8 dicembre 1924 il Vescovo di Vicenza, mons. Rodolfi, trasformava la curazia di Staro in Parrocchia. Inoltre il vescovo definì che il confine della parrocchia "da sinistra del Baffelàn, discende per la dorsale boschiva dele Frate fino alla valle Seraiera. Segue poi la valle [...] e raggiunge la località Stedile, risale lo Spitz e di là si abbassa in direzione sud-est per incontrare la strada della contrada Offiche, l'attraversa e continua sulla dorsale del monte fino a Valle Sterpa, includendo le contrade Sericati e Sottoriva. Di là prosegue lungo la valle e s' incontra con la strada comunale, donde raggiunge la confluenza con la Valle Lovetto nei pressi della Bise, ritorna verso mezzogiorno e percorre la valle medesima fino all' incontro con la valletta della Ciorce. Infine risale la costa montuosa fino alla cima delle Some, dove è posto il confine con le parrocchie di Rovegliana e Recoaro. [...] Gli abitanti delle contrade Griglio, Sericati e Sottoriva saranno liberi di associare le salme dei loro defunti alla chiesa preferita"
Nel 1930 si iniziò la costruzione di due cappelle laterali dedicate alla Madonna e al Sacro Cuore.
Nel 1934 la parrocchia passa dal vicariato di Schio a quello di Valdagno, considerato più comodo e raggiungibile facilmente con i mezzi pubblici da Recoaro (inoltre molte persone di Staro lavoravano o commerciavano con la Valle dell'Agno).
La parrocchia di Staro viene riconosciuta civilmente solo nel 1955.
Nel 1961 la parrocchia ritorna al vicariato di Schio, dove nel frattempo era sorto l'ospedale di riferimento per gli abitanti di Staro.

## La prima guerra mondiale

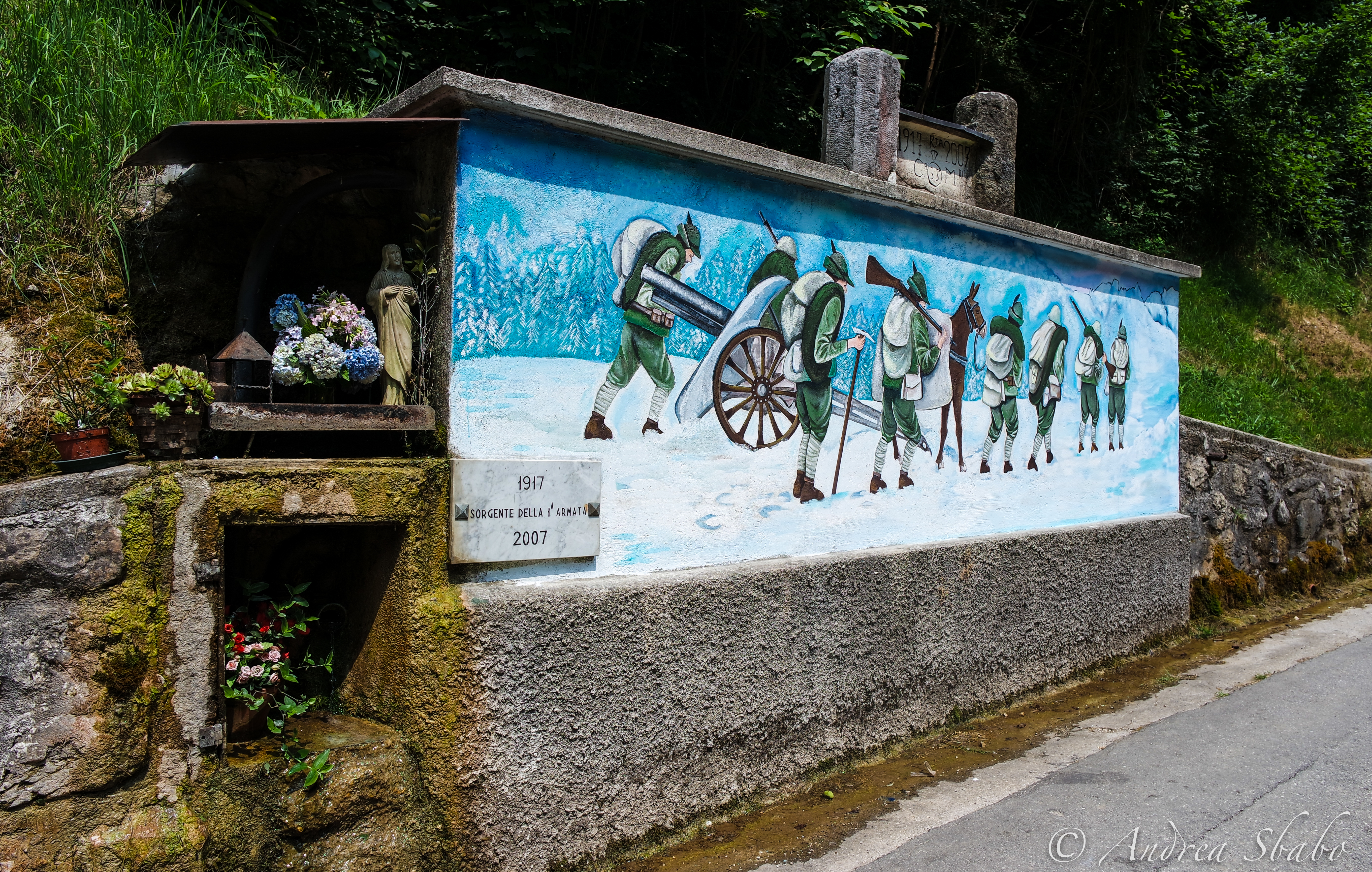
La Sorgente della prima armata decorata recentemente con un dipinto ritraente la prima armata e le montagne, teatro della Grande Guerra, che circondano Staro.

Durante la grande guerra a Staro, paese "di confine", si costituirono alcuni centri di comando, postazioni di cannoni, un acquedotto e alcune grotte nella zona di Staro Mille (alcune recuperate nel 2005).
Il Genio Militare, nella frazione, costruì una importante rete viaria.
Gli abitanti furono costretti ad abbandonare il paese, al quale poterono ritornare tra la fine del 1918 e il 1919.

## Storia del turismo a Staro
Nel paese di Staro il turismo ebbe inizio alla fine dell'800 grazie alla scoperta delle proprietà curative di quattro fonti:
- Reale (scoperta nel 1819)

L'acqua era ricca di bicarbonato di ferro, magnesio e potassio. Era raccomandata per le proprietà digestive. Oggi abbandonata.
- Regina (scoperta nel 1911)

Chiamata così in onore alla Regina Margherita di Savoia ospite dell'hotel Alpino di Staro.
Scoperta nel 1911, dopo questa data venne costruita una casetta, completamente distrutta durante la Prima guerra Mondiale. L'edificio venne ricostruito a spese del proprietario.
La sorgente ha una capacità di 3 l/min
Attualmente questa acqua viene imbottigliata nello stabilimento lungo la SS 246 insieme all' acqua della sorgente Lonera, scoperta nel 1975.
- Virgiliana (scoperta nel 1862)

Deve il suo nome a Virgilio Trattenero, professore di astronomia all' università di Padova che la analizzò. Proprio Trattenerlo diceva che l'acqua di questa fonte non doveva essere bevuta, bensì sorteggiata.
Fu scoperta nel 1862, è raccolta in una vasca posta sotto un macigno di colore biancastro con note di solfuro di ferro, dopo il 1880 acquisì una certa notorietà, quando il nuovo proprietario fece costruire dei locali e la provvide di un custode.
Era una sorgente ferruginosa.
Oggi questa fonte è abbandonata.
- Iolanda (scoperta nel 1885)

Chiamata così in ricordo del soggiorno a Staro della famiglia reale dei Savoia e dedicata alla principessa Iolanda, si trova lungo la strada che porta al quartiere di Cavrega. La fonte era costituita da un edificio di due piani.
È stata scoperta nel 1885 da don Domenico Dalle Mese, che la custodì finché fu in vita. In seguito la fonte passò ai nipoti del parroco e poi fu acquistata dallo Stabilimento di Recoaro Terme. Sotto la gestione delle Fonti di Recoaro però la sorgente andò in declino e l'edificio cadde.
Questa acqua è ferruginosa e contiene sali che le danno un sapore leggermente amaro.
Oggi la fonte Iolanda è una semplice fontana la cui acqua non viene più controllata periodicamente.
Grazie a queste fonti la frazione attirava turisti da molte parti d'Italia come "Rinomata stazione climatica di mezza montagna".
Notato questo grande movimento turistico il dottor Ronconi, farmacista di Valli del Pasubio, costruì nel 1880 l'albergo Alpino che nella sua storia vanta il soggiorno della regina Margherita.
Gli abitanti iniziarono l'attività di affittacamere.
Nel 1904 grazie all' importanza di Staro dovuta alle acque si istituì l'Ufficio Postale, chiuso nel dicembre del 2012.
Nel 1906 iniziò il trasporto di turisti con le corriere della linea Schio – Recoaro Terme.
Nel 1978 vennero inaugurati gli impianti invernali di Staro Mille, oggi chiusi.

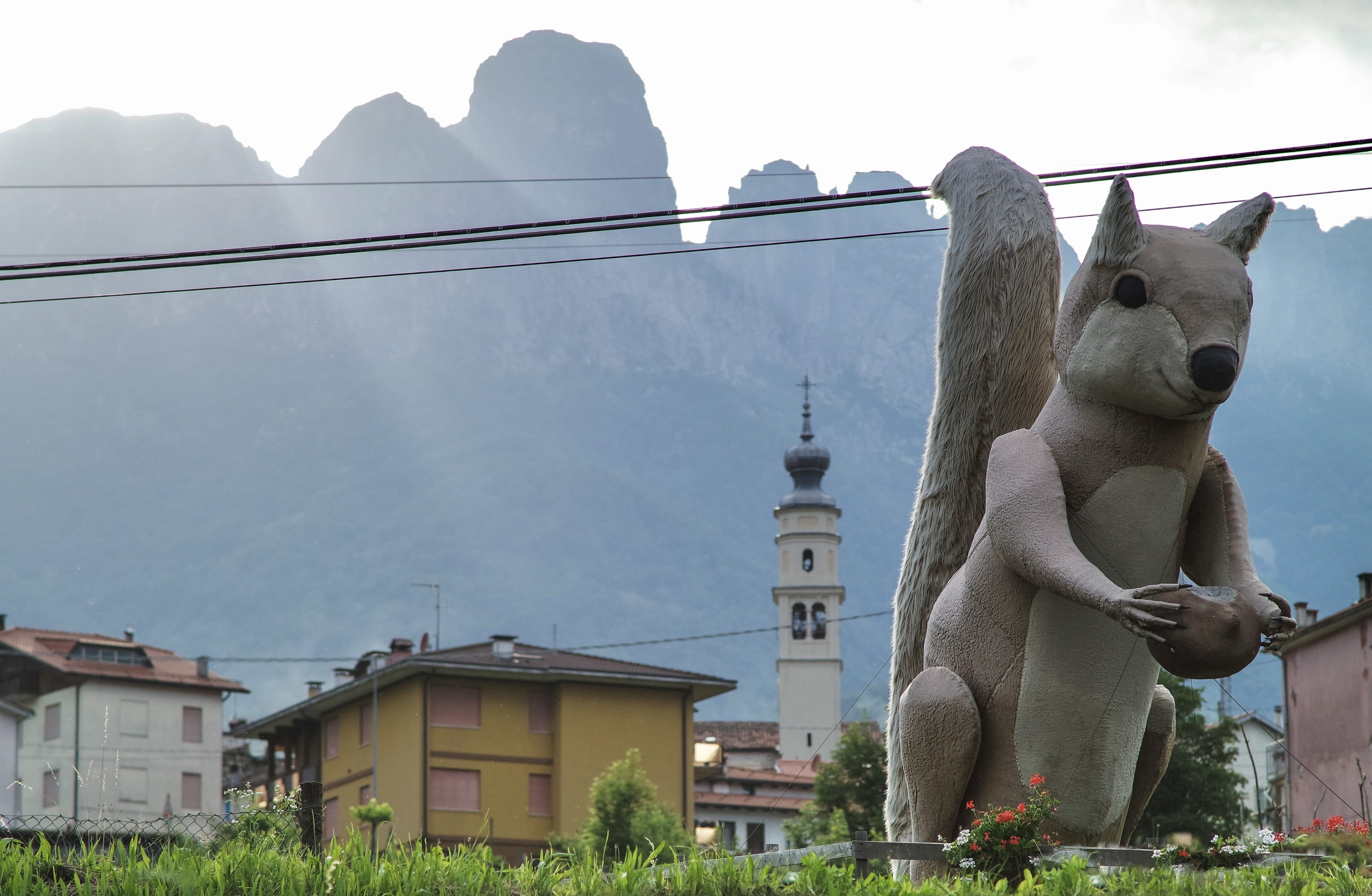
Lo scoiattolo di Staro con sullo sfondo il paese e la catena del Sengio Alto

## Sagre
Nel paese si festeggia nell'ultimo fine settimana di luglio la “Festa d'Estate” con la gara di corsa in montagna Staro – Campogrosso e il torneo di calcio.

## Società

### Evoluzione demografica
Questi dati sono stati raccolti dalle relazioni annuali dei parroci, tranne l'ultimo.